# Битва за Рим (роман)
 «Битва за Рим»  (нем. Ein Kampf um Rom) — исторический роман популярного немецкого писателя XIX в. Феликса Дана, его наиболее известное произведение.

## История создания

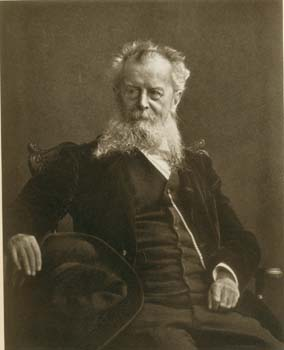
Феликс Дан

Роман был написан в начале 1870-х гг., в период создания и становления Германской империи. На волне необычайного патриотического подъёма немецкое общество с особым интересом обратилось к изучению исторических корней германской государственности, к истокам национальной истории. По мотивам романа в конце XIX в. была поставлена опера Ксавера Шарвенки, а в XX в. снято два художественных фильма. Чрезвычайную популярность получил финальный хор «Расступитесь, народы!» (нем. Gebt Raum, ihr Völker, unsrem Schritt!). Литературные критики после Первой мировой войны зачастую рассматривали этот роман как предсказание судьбы Германской империи. Произведение изобилует живыми образами и подлинными биографическими характеристиками, благодаря чему обладает высокой степенью исторической достоверности; немецкая критика обычно относит «Битву за Рим» к категории так называемых «профессорских романов».
В первом издании 1876 г. произведение вышло в 4-х томах.

## Содержание

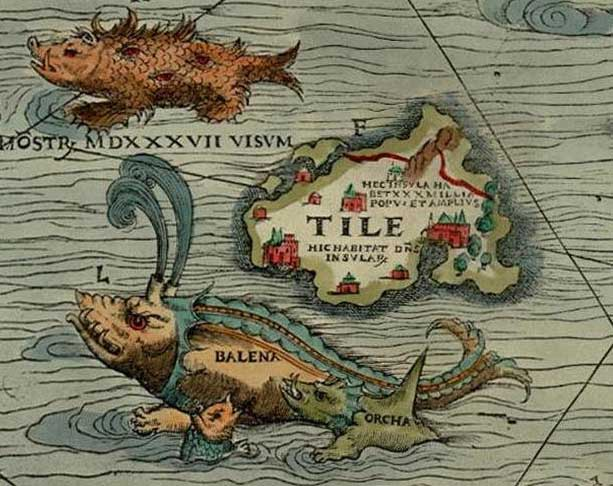
Остров Туле

Роман повествует о противостоянии остготов и Восточно-римской империи, завершившемся войной и крушением королевства остготов в 552 г.
Остготы, разгромив западную Римскую империю, основали на Апеннинском полуострове собственное королевство со столицей в Равенне. Их соседом и покровителем была могущественная Восточно-римская империя, вынужденная давать постоянный отпор натиску варварских племён с Востока и Севера. Её правитель, император Юстиниан, решил мобилизовать на борьбу с племенем вандалов и остготскую армию. В это время в Равенне правили трое сводных братьев — отважный Витихис, юный Тотила и мрачный Тейя — и их сестра Амаласвинта. Ссоры между братьями-королями, предательство их сестры и козни византийской царицы Феодоры не только спутали планы Юстиниана, но и сделали союзников врагами. Разгромить остготов император поручил своему лучшему полководцу — Нарсесу, который разбил остготские войска и захватил Рим. Однако, Нарсес распорядился выпустить оказавшихся в окружении остготов, и они погрузились на корабли, отправившись на поиски мифического острова Туле — своей легендарной прародины.

## Gebt Raum, ihr Völker, unsrem Schritt!
Знаменитый финальный хор. Фабула происходящего такова: после разгрома остготской армии византийский полководец, в знак уважения к храбрости поверженного противника, приказал своим войскам расступиться и пропустить оставшихся в живых остготов. Остготы подняли на щиты тело убитого в бою короля и покинули поле сражения, выстроившись подобно почётному караулу вокруг погибшего вождя.
| Немецкий оригинал Gebt Raum, ihr Völker, unsrem Schritt, Wir sind die letzten Goten. Wir tragen keine Schätze mit, Wir tragen einen Toten. Mit Schild an Schild und Speer an Speer, Wir ziehn nach Nordlandswinden, Bis wir im fernen grauen Meer, Die Thule Insel finden. Das soll’ne treue Insel sein, Dort gilt noch Eid und Ehre, Dort senken wir den König ein, Im Sarg von Eschenspeere. Wir kommen her, gebt Raum dem Schritt, Aus Romas falschen Toren: Wir tragen nur den König mit, Die Krone ging verloren. | Русский перевод Расступитесь, народы! Мы — последние готы! Мы не несём с собой сокровищ, Мы несём мертвеца. Щитом к щиту, копьём к копью Мы идём навстречу северным ветрам, Покуда в далёком сером море Не отыщем остров Туле. Этот остров должен существовать! Там ещё в силе клятва и честь. Там мы опустим короля В гроб из ясеневых копий. Расступитесь, народы! Сквозь лживые врата Рима Мы несём с собой только короля, Корона потеряна. |

## Экранизации
Произведение экранизировал режиссёр Роберт Сиодмак.
- Битва за Рим (две части: 1968 и 1969 годы)